# Cranbrook Educational Community

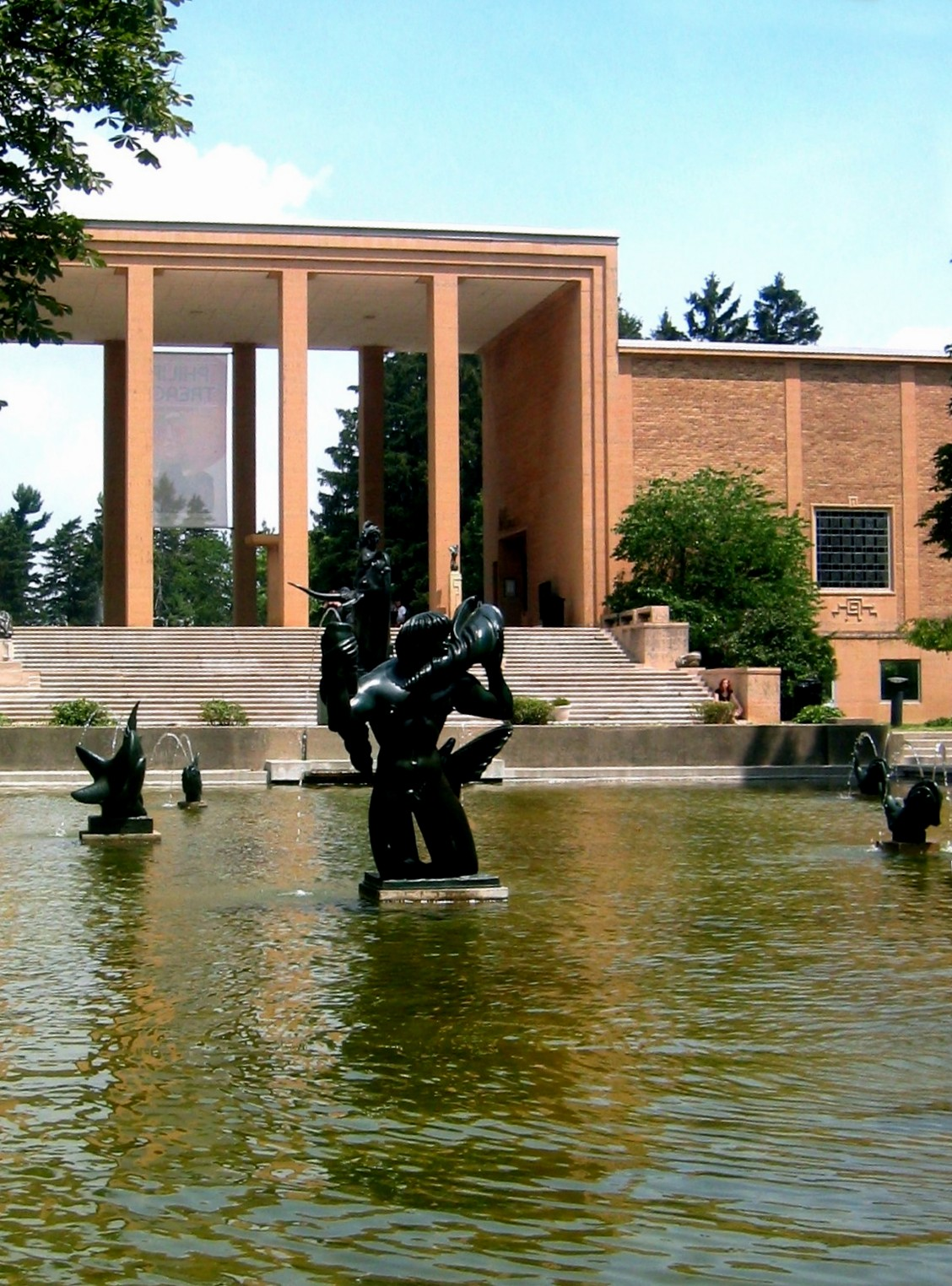
Cranbrook Art Museum med skulpturer av Carl Milles

Cranbrook Educational Community är utbildningscampus i Bloomfield Hills, en förort till Detroit i Michigan i USA. 
Cranbrook Educational Community grundades i början av 1920-talet av tidningsmannen George Gough Booth. Denne köpte 1904 ett 129 hektar stort jordbruksområde. Namnet Cranbrook kom från faderns födelseort i England. På campuset finns Cranbrook Schools, Cranbrook Academy of Art, Cranbrook Art Museum, Cranbrook Institute of Science och Cranbrook House and Gardens. Cranbrook Educational Community är klassat som nationellt historiskt landmärke.
Cranbrooks byggnader är ritade av bland andra Eliel Saarinen, där den första byggfasen avslutades 1928.
Carl Milles erbjöds en professur 1931 vid Cranbrook Academy of Art, där Milles vän, Eliel Saarinen, redan var lärare i arkitektur. 1931 flyttade därför Milles med sin hustru Olga till Cranbrook. Efter tjugo år i USA flyttade paret Milles tillbaka till Europa, där de bosatte sig i Rom. I Rom ställde Cranbrook Academy of Art kostnadsfritt för resten av hans liv en bostad med ateljé till skulptörens förfogande. 
En annan känd skulptör på akademin var Marshall Fredericks (1908-98). Denne var under många år medarbetare till Milles och det var han som slutligen, många år efter Carl Milles död, skapade skulpturen Gud Fader på Himmelsbågen  vid Nacka Strand. 
År 1936 blev Charles Eames chef för Department of Experimental Design vid Cranbrook Academy of Art som då leddes av Eliel Saarinen. Där träffade han Ray Kaiser och Eero Saarinen som han kom att samarbeta med. 
Cranbrook Educational Community har världens näst största samling av Milles-skulpturer, efter Millesgården på Lidingö.